# نئو-تئوسوفی
نئو-تئوسوفی (انگلیسی: Neo-Theosophy) اصطلاحی است که در اصل تحقیرآمیز است که توسط پیروان هلنا بلاواتسکی برای تعریف سیستم عقاید تئوسوفی (حکمت الاهی) که توسط آنی بسانت و چارلز وبستر لیدبیتر به دنبال مرگ مادام بلاواتسکی در سال ۱۸۹۱ توضیح داده شده‌است، استفاده می‌شود. این مطالب از جنبه‌های عمده با ارائه اصلی بلاواتسکی متفاوت بود، اما بسیاری از تئوسوفیست‌ها در سراسر جهان آن را به عنوان تئوسوفی واقعی پذیرفته‌اند.